# Marit van Eupen
Marit van Eupen (Arnhem, 26 september 1969) is een Nederlands roeister. Ze werd meervoudig wereldkampioene op de lichte skiff. Ze kwam driemaal uit op de Olympische Spelen met Kirsten van der Kolk in de lichte dubbeltwee. In 2008 won ze hierbij een olympische gouden medaille. Haar successen leverden Van Eupen een aantal nominaties en prijzen op.

## Biografie
In 2005, 2006 en 2007 werd zij wereldkampioene op de lichte skiff. Daarmee is zij de meest succesvolle Nederlandse deelnemer aan Wereldkampioenschappen roeien in de geschiedenis. Op 8 januari 2006 kreeg zij als eerste vrouw de Gouden Riem. Voor haar werd deze prijs alleen uitgereikt aan mannelijke roeiers, namelijk Frans Göbel, Jan Wienese, Bert Gunther, Frits Eijken en Janus Ooms.
Op 7 december 2005 maakte NOC*NSF de nominaties bekend voor de titel Sportvrouw van 2005. Marit van Eupen was een van de drie genomineerden om deze prestigieuze sportprijs te winnen. Concurrentie in de strijd om de "Jaap Eden", een bronzen beeldje van de legendarische sportman kreeg Van Eupen van judoka Edith Bosch (wereldkampioen in 2005) en zwemster Edith van Dijk (wereldkampioen lange afstand in 2005). Van Eupen was tevens genomineerd voor een "Fanny". Fanny's worden door de stichting Topsport Amsterdam en de gemeente Amsterdam jaarlijks uitgereikt aan sporters.
Op de Olympische Zomerspelen 2000 in Sydney eindigden ze met Kirsten van der Kolk als zesde en op de Spelen van 2004 in Athene wonnen zij de bronzen medaille. Nadat haar partner besloot te stoppen met topsport richtte zij zich op een solocarrière, met drie wereldtitels in de lichte skiff als gevolg.
Van Eupen stapte met haar eerdere roeipartner Kirsten van der Kolk in 2007 weer in de lichte dames dubbeltwee met het oog op de Olympische Spelen in Peking. Hiervoor kwalificeerde het duo zich eind juni 2008. Op de Spelen won ze de gouden medaille in het nummer lichte vrouwen dubbeltwee.
Van Eupen is sinds 2004 ambassadeur voor Right to Play. Ze studeerde bedrijfskundig ingenieur-procestechnologie. In 2013 haalde de Koninklijke Nederlandsche Roeibond haar binnen als coach voor de juniorenteams. Eerder was ze al coach van de Belgische vrouwenteams, Italiaanse junioren en de eerstejaars roeisters bij ASR Nereus in Amsterdam.

## Persoonlijk
Van Eupen trouwde in 2009 met haar voormalige coach Josy Verdonkschot.

## Titels
- Olympisch kampioene lichte dubbel twee - 2008
- Wereldkampioene lichte skiff - 2005, 2006, 2007
- Nederlands kampioene (Lichte skiff) - 2000, 2002, 2004
- Nederlands kampioene (Lichte dubbel twee) - 2003, 2007
- Nederlands kampioene (Skiff) - 2007
- Nederlands kampioene (Dubbel twee) - 2004, 2006, 2008
- Nederlands kampioene (Vier zonder stuurvrouw) - 2005
- Nederlands kampioene (Acht met stuurvrouw) - 2005
- Sportvrouw van Amsterdam - 2005, 2006, 2007
- Sportploeg van Amsterdam - 2008

## Palmares
| Jaar | Toernooi          | Plaats           | Klasse                        | Prestatie |
| ---- | ----------------- | ---------------- | ----------------------------- | --------- |
| 1997 | Wereldbeker       | München          | Lichte twee zonder stuurvrouw | Zilver    |
| 1998 | Wereldbeker       | Luzern           | Lichte twee zonder stuurvrouw | Brons     |
| 1999 | Wereldbeker       | Hazewinkel       | Lichte skiff                  | Goud      |
| 1999 | Wereldbeker       | Luzern           | Lichte skiff                  | 4e        |
| 1999 | WK                | Saint Catherines | Lichte skiff                  | 7e        |
| 2000 | Wereldbeker       | München          | Lichte dubbel twee            | Zilver    |
| 2000 | Wereldbeker       | Luzern           | Lichte dubbel twee            | 6e        |
| 2000 | Olympische Spelen | Sydney           | Lichte dubbel twee            | 6e        |
| 2001 | Wereldbeker       | Sevilla          | Lichte dubbel twee            | Brons     |
| 2001 | Wereldbeker       | München          | Lichte dubbel twee            | 4e        |
| 2001 | WK                | Luzern           | Lichte dubbel twee            | 5e        |
| 2002 | Wereldbeker       | Hazewinkel       | Lichte skiff                  | Goud      |
| 2002 | Wereldbeker       | Luzern           | Lichte dubbel twee            | Brons     |
| 2002 | Wereldbeker       | München          | Lichte dubbel twee            | Zilver    |
| 2002 | WK                | Sevilla          | Lichte dubbel twee            | 5e        |
| 2003 | Wereldbeker       | Milaan           | Lichte dubbel twee            | Zilver    |
| 2003 | Wereldbeker       | München          | Lichte dubbel twee            | Zilver    |
| 2003 | Wereldbeker       | Luzern           | Lichte dubbel twee            | Goud      |
| 2003 | WK                | Milaan           | Lichte dubbel twee            | 6e        |
| 2004 | Wereldbeker       | Poznan           | Lichte dubbel twee            | Zilver    |
| 2004 | Wereldbeker       | München          | Lichte dubbel twee            | Brons     |
| 2004 | Wereldbeker       | Luzern           | Lichte dubbel twee            | 4e        |
| 2004 | Olympische Spelen | Athene           | Lichte dubbel twee            | Brons     |
| 2005 | Wereldbeker       | Luzern           | Lichte skiff                  | Goud      |
| 2005 | WK                | Gifu             | Lichte skiff                  | Goud      |
| 2006 | Wereldbeker       | Luzern           | Lichte skiff                  | Goud      |
| 2006 | WK                | Eton             | Lichte skiff                  | Goud      |
| 2007 | Wereldbeker       | Amsterdam        | Lichte skiff                  | Goud      |
| 2007 | Wereldbeker       | Luzern           | Lichte skiff                  | Goud      |
| 2007 | WK                | München          | Lichte skiff                  | Goud      |
| 2008 | Wereldbeker       | München          | Lichte dubbel twee            | 4e        |
| 2008 | Wereldbeker       | Luzern           | Lichte dubbel twee            | Zilver    |
| 2008 | Olympische Spelen | Beijing          | Lichte dubbel twee            | Goud      |

Marit van Eupen · 
Kirsten van der Kolk
Marit van Eupen · 
Kirsten van der Kolk
Marit van Eupen · 
Kirsten van der Kolk
1996: Constanța Burcică & Camelia Macoviciuc ·
2000: Constanța Burcică & Angela Alupei ·
2004: Constanța Burcică & Angela Alupei ·
2008: Marit van Eupen & Kirsten van der Kolk ·
2012: Katherine Copeland & Sophie Hosking  ·
2016: Ilse Paulis & Maaike Head ·
2020: Valentina Rodini & Federica Cesarini ·
2024: Emily Craig & Imogen Grant